# Tim Hetherington

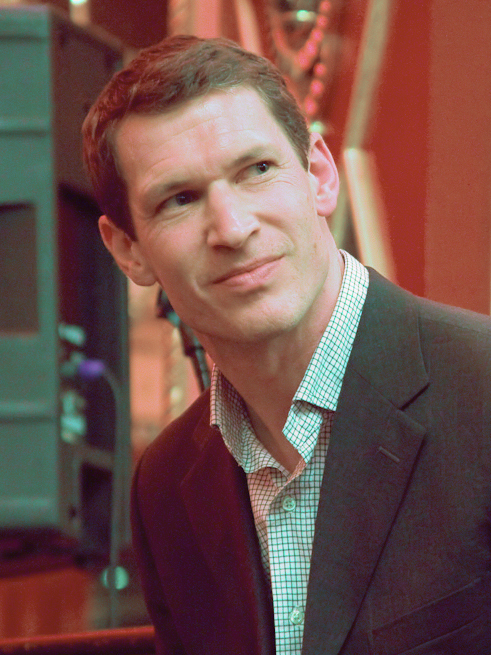
Tim Hetherington (Justin Hoch)

Tim Hetherington (Liverpool, 5 december 1970 – Misratah, 20 april 2011) was een Brits fotograaf, cameraman en filmregisseur.
Hetherington verwierf naamsbekendheid als winnaar van de World Press Photo 2007. Hij kreeg de prijs voor de beste persfoto van het jaar voor zijn foto van een Amerikaanse soldaat, die uitgeput en met een hand voor het gezicht uitrust in een bunker in Afghanistan.
Hij kwam om op 40-jarige leeftijd tijdens een mortieraanval in de Libische stad Misratah. Hij was daar aanwezig voor de verslaggeving over de opstand in Libië.

## Werk
Fotografie:
- Healing Sport (1999-2002), gepubliceerd in 'Tales of a Globalizing World' (Thames and Hudson, 2003)
- Blind Link Project (2000-2005)
- Liberia (2003-2007)

Film:
- Liberia: an Uncivil War (2004)
- The Devil Rides on Horseback (2007)
- Restrepo (2010)

## Prijzen en onderscheidingen
Fotografie:
- Fellowship from the National Endowment for Science, Technology and the Arts (2000-4)
- Hasselblad Foundation grant (2002)
- World Press Photo 2000: 2nd Prize in Sport Stories
- World Press Photo 2002: 1st Prize in Portraits Stories
- World Press Photo of the Year 2007
- World Press Photo 2007: 2nd Prize in General News Stories

Film:
- International Documentary Film Festival in Amsterdam (IDFA) Special Jury Prize voor Liberia: an Uncivil War
- International Documentary Association (IDA) 'Courage Under Fire' award voor Liberia: an Uncivil War

- Bibsys: 10054085
- Biblioteca Nacional de España: XX5103205
- Bibliothèque nationale de France: cb167203969 (data)
- Gemeinsame Normdatei: 1011485346
- International Standard Name Identifier: 0000 0001 2096 3697
- Library of Congress Control Number: no2005056142
- Nationale Bibliotheek van Tsjechië: xx0161069
- Nationale Bibliotheek van Israël: 987007446760205171
- Nationale Bibliotheek van Polen: a0000002875774
- Nederlandse Thesaurus van Auteursnamen: 33406600X
- PIC: 295298
- Réseau des bibliothèques de Suisse occidentale: 02-A018395957
- RKD-Nederlands Instituut voor Kunstgeschiedenis: 364074
- Système universitaire de documentation: 155279955
- Union List of Artist Names: 500250933
- Virtual International Authority File: 71124744
- WorldCat: E39PBJr7TQXWkThBc86KWmH3cP